# Банк Израиля
Банк Израиля (ивр. בנק ישראל‎) — центральный банк Государства Израиль. Основные офисы банка расположены на улице Банк Исраэль в районе Кирьят-Явлер в Иерусалиме.
Деятельность банка основывается на «Законе о Банке Израиля» последняя редакция которого была принята Кнессетом в 2010 году. Закон определяет, что основная задача банка — это поддержание стабильности цен, также он является единственным законным эмитентом национальной валюты — шекеля. Помимо того, на банк возложены функции регулятора банковской системы и управление золотовалютными резервами страны. Регулятор даёт консультации правительству по экономическим вопросам.

## История
После провозглашения независимости Государства Израиль в 1948 году временное правительство поручило Англо-Палестинскому банку, принадлежавшему Всемирной сионистской организации выпуск новой национальной валюты. В 1951 году Англо-Палестинский банк перенёс штаб-квартиру из Лондона в Тель-Авив и был преобразован в Банк Леуми, функции по эмиссии также перешли к новому банку.
В том же году была создана «Комиссия по учреждению центрального банка» под руководством министра финансов Элиэзера Каплана, после его смерти работу комиссии возглавил Леви Эшколь. Работа комиссии заняла почти три года, и в августе 1954 года Кнессет принял первый закон о Банке Израиля.
Официально банк начал работу 1 декабря 1954 года, под руководством первого управляющего — Давида Горовица. Банку Израиля было передано подразделение по эмиссии денег из банка Леуми, а также отдел по контролю за деятельностью банков из министерства финансов страны.
Символом Банка Израиля является изображение, ныне помещаемое на реверс монеты достоинством 10 агор, выпущенной в обращение в 1985 году.

## Структура
Руководство банка состоит из управляющего, его заместителя и генерального директора. Также в руководство регулятора входят председатель валютного комитета и председатель наблюдательного совета. В структуре руководства данного органа имеются ревизионный и юридический отделы, а также пресс-служба.

## Здание
Здание банка находится в центре Иерусалима, недалеко от правительственного квартала. Оно построено в стиле арт-деко и дополняет образ нового города. Точно выверенные геометрические формы — отличительная черта этих построек. Блоки каждого из этажей, как пластины черепицы, накрывают друг друга. Сочетание синего и песочного цветов делают сооружение строгим и современным.